# 久保雄司
久保 雄司（くぼ ゆうじ、1988年2月13日 - ）は、広島県出身の俳優。U-8 ユーエイト所属。

## 人物
身長183cm。
趣味・特技は野球。

## 出演作品

### テレビドラマ
- ぞくり。「鏡」（2016年、TOKYO MX1）
- 暴太郎戦隊ドンブラザーズ ドン10話（2022年、テレビ朝日） - 男（大井成樹）
- EDGE / インフォーマ 第1話（2023年、関西テレビ）
- 特捜9 season6 第3話（2023年、テレビ朝日） - 男
- 相棒 season22 第7話（2023年、テレビ朝日）- 安本の恋人
- 仮面ライダーガヴ 第20話（2025年、テレビ朝日） - アーティスト

### 映画
- 大帝の剣（2007年、東映）
- トラ・コネ（2008年、T×Tプロ）
- ラブファイト（2008年、東映）
- 天使の恋（2009年、ギャガ）
- AIある彼女の世界征服!?（2011年） - 黒柳
- 約束（2014年、BABEL FILMS） - 主演：川添亮太
- 脳の疫病（2015年） - 木谷翔太
- TOKYO CITY GIRL（2015年、アークエンタテインメント）
- ぞくり。怪談夜話 呪われた八編 第3話（2016年）
- BEST GIFT（2022年） - ジョージの友人
- spring note（2023年） - マネージャー

### 舞台
- あの鐘を鳴らすのはタナカ（2008年）
- 僕の東京日記（2009年）
- アメ玉の夕暮れ（2011年）
- さらば演劇界（2012年） - 主演
- 幹事の器（2012年）
- 腰抜け男ども、義理と人情は…女が見せてやる!（2012年）
- Memory 〜ようこそ松竹梅荘へ〜（2012年）
- 夜だけが味方（2012年） - 主演
- バカの瞳はもれなく綺麗（2012年） - 主演
- 俺がヤギでもその手紙だけは喰えない（2013年） - 主演
- つかまえてごらんなさい、箸で（2013年） - 主演
- バカにふりそそぐ木漏れ日の温度（2014年） - 主演
- 少年たちの密室（2014年）
- エゲツナイト♡（2015年） - 主演
- PENALTY KILLING（2015年）
- 愛してるぜ、雑音（2015年） - 主演
- キミはつらい時、大丈夫と言って笑う。（2016年） - 主演
- 妖怪パラダイス（2017年）
- 君が残した白いひまわり（2017年）
- ファントム・チューニング 〜調霊探偵・四十万八十二の事件簿〜（2017年）
- どうせ茗荷谷で降りるくせに（2017年）
- ジュブナイル学園（2017年） - 忍者
- それいけ! 半熟英雄（2017年） - タイガー男爵
- 君の願いは雪となる（2018年）
- 君には最高の嘘を（2018年）
- ALICE STORY 〜愛しの旦那様を探して〜（2020年）
- 一重まぶたでごまかせたなら（2020年）
- ジュブナイル学園2021 〜日本語版〜（2021年） - 忍者

### CM
- 伊藤園 「ビタミンパワーGO!」（2022年）
- アサヒスーパードライ 大生ジョッキ缶「プロジェクト打ち上げに潜入篇」（2022年）
- ポケモンカードゲームPV「CHAMPION ROAD」（2023年） - 朝倉

### MV
- Spinna B-ILL 「あるがまま」（2014年）

### トークライブ
- うてちゃんねる Vol.17（2017年6月29日）